# San Lawrenz
San Lawrenz – jedna z jednostek administracyjnych na Malcie.